# Buddy (Tauchen)

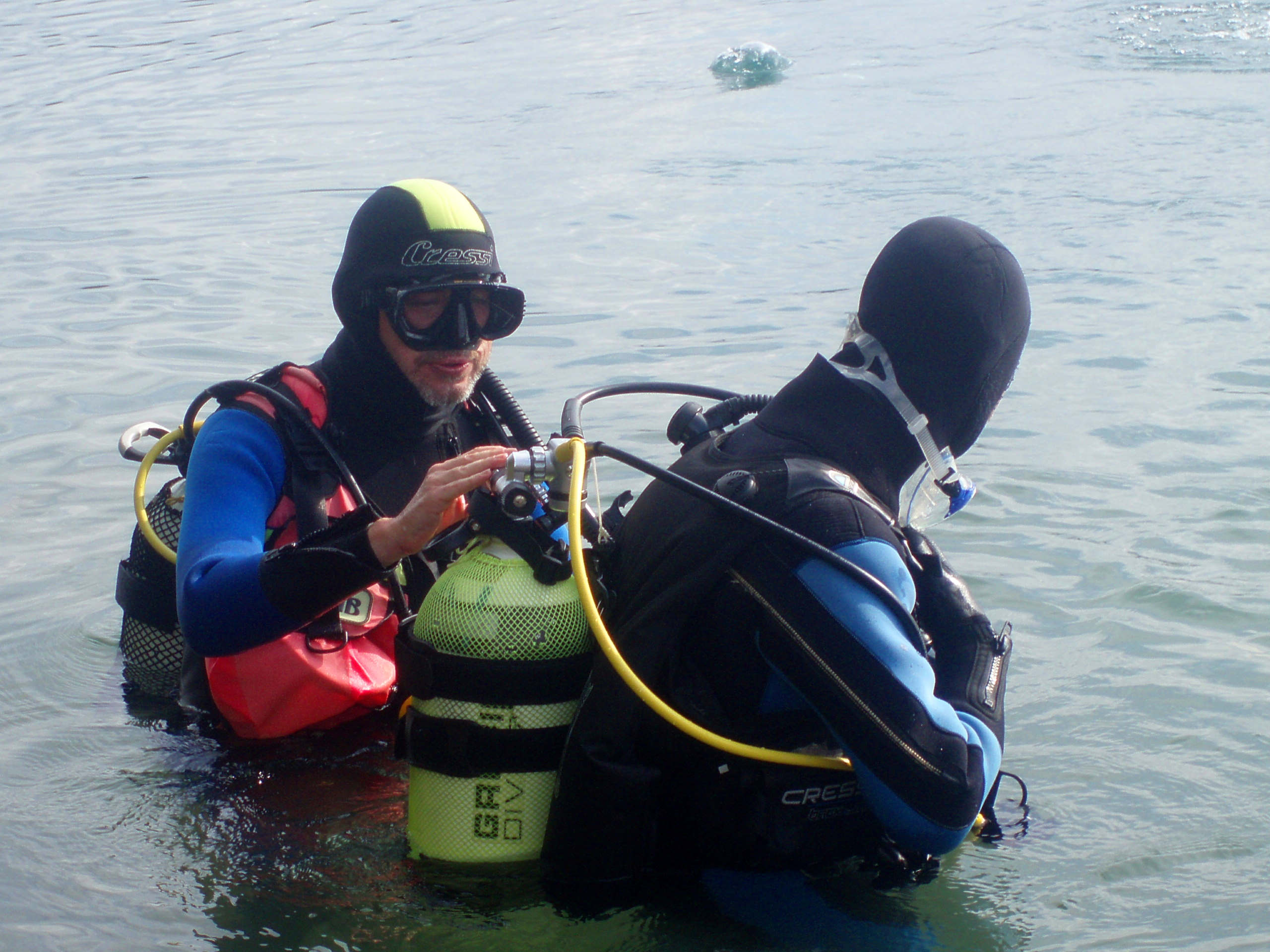
Taucher beim Buddy-Check

Buddy (aus dem Amerikanischen für ‚Kumpel‘) bezeichnet beim Tauchen den Partner, mit dem gemeinsam ein Tauchgang vorbereitet, durchgeführt und nachbereitet wird. Beim Sporttauchen wird in der Regel im Buddy-System getaucht, denn ein zuverlässiger Buddy, der bei Problemen Hilfestellung leisten kann, ist ein wesentlicher Sicherheitsfaktor beim Tauchen.

## Buddy-System
Der Tauchgang wird gemeinsam in einem Briefing vor- und nachbereitet und während des Tauchgangs wird laufend mittels Tauchzeichen Kontakt zum Buddy gehalten. Auch bei Tauchergruppen mit mehreren Personen werden üblicherweise Buddyteams gebildet. Zu den Aufgaben von Buddys-Teams zählen:
- einander beim An- und Ablegen der Tauchausrüstung zur Hand gehen
- die Funktionsfähigkeit der Ausrüstung des jeweils Anderen im Buddy-Check[3] überprüfen
- einander in Notsituationen zu Hilfe kommen, insbesondere
  - bei Ausfall der eigenen Luftversorgung Atemluft zur Verfügung stellen (durch Oktopus am Gerät oder Wechselatmung)
  - bei Krämpfen Hilfestellung leisten
  - den Partner bei Verletzung oder Bewusstlosigkeit sicher an Land bringen und ggf. ärztlichen Beistand herbeirufen
  - beim Hängenbleiben in Hindernissen (Angelschnüre, Fischernetze, Korallen etc.) den Partner anleiten, wie er sich selbst befreien kann oder ihn mit dem Tauchermesser freischneiden
  - auf Symptome des Tiefenrauschs achten, die damit verbundene Selbstgefährdung unterbinden und den Partner auf eine geringere Tiefe dirigieren
  - in Angstsituationen beruhigend wirken

Grundprinzip des Buddy-Systems ist die gegenseitige Rücksichtnahme auf Erfahrung und Fähigkeiten des Anderen und die gleichberechtigte oder arbeitsteilige Mitwirkung an der Erreichung des mit dem Tauchgang verfolgten Ziels.
Die Ausbildungsgänge der Tauchorganisationen legen durchweg größten Wert auf die Vermittlung des Buddy-Systems. Bei schlechten Sichtverhältnissen kann der Kontakt mit dem Buddy unter anderem mit einer Partnerleine gewährleistet werden. Prinzipiell ist beim Buddy-System jeder Taucher der Sicherungstaucher seines Buddys.
Zum Solotauchen, also Tauchen ohne einen Buddy, werden besondere Anforderungen an Ausbildung und Ausrüstung gestellt, die in der üblichen Tauchausbildung nicht behandelt werden. Einige Tauchorganisationen lehnen das Solotauchen vollständig ab, andere bieten jedoch spezielle Kurse dafür an.